# Bande dessinée

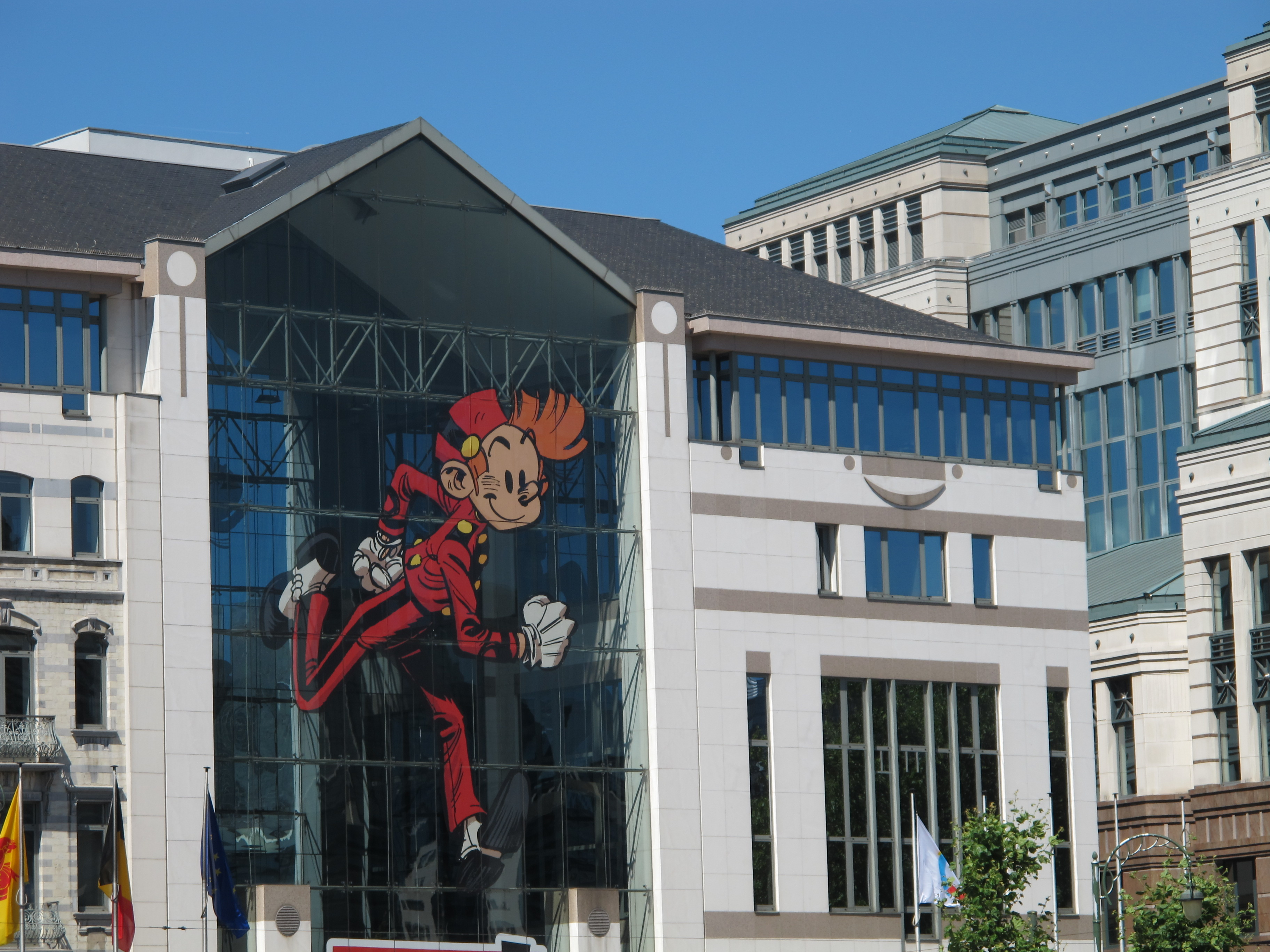
Spirou in Place Sainctelette a Bruxelles.

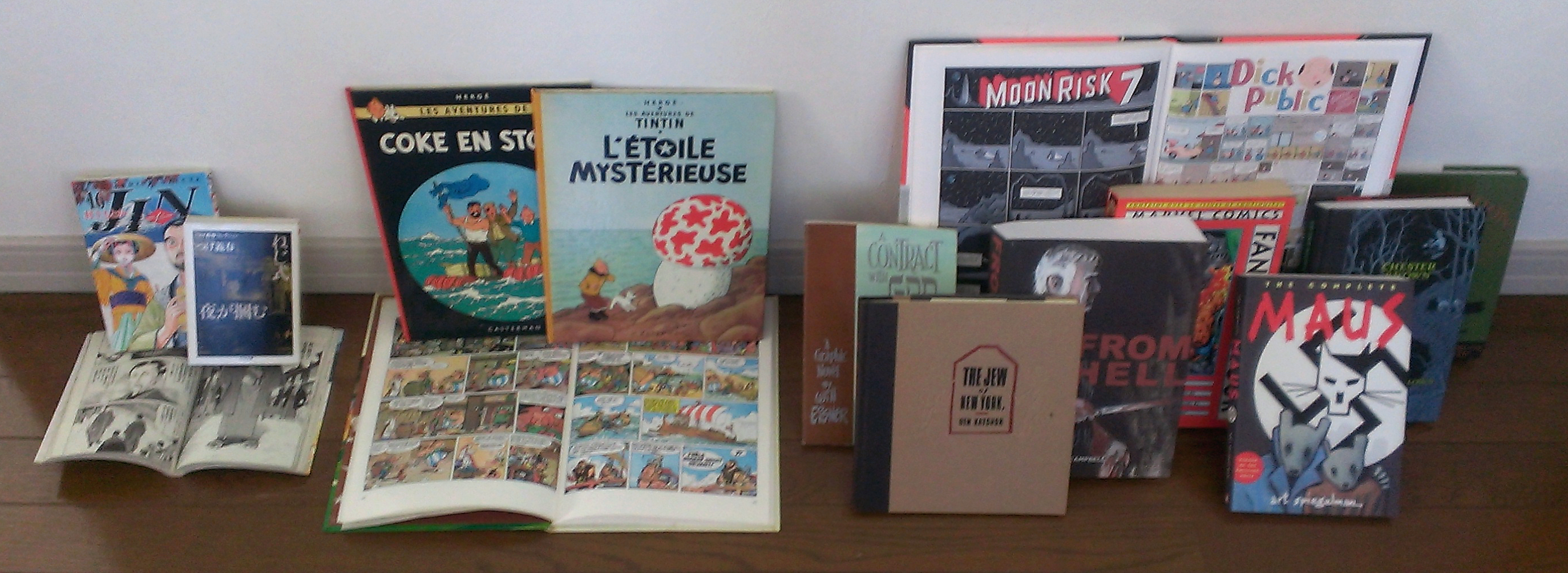
Manga, fumetti franco-belgi e americani, graphic novel, ecc. una gamma della diversità culturali ed editoriali del polimorfico universo del fumetto.

Bande dessinée (letteralmente "striscia disegnata") è la locuzione francese che indica i fumetti; nei paesi non francofoni identifica le storie a fumetti realizzate in Francia e Belgio.
La terminologia deriva dalla descrizione originale della forma d'arte conosciuta come "strisce disegnate". Non è casuale che il termine francese non contenga indicazioni riguardo al tipo di soggetto rappresentato, a differenza dei termini statunitensi "comics" e "funnies", che implicano una forma d'arte non seria. Francia e Belgio hanno una lunga tradizione fumettistica e i fumetti appartenenti a questo genere sono conosciuti con l'abbreviazione BD (o bédé) in Francia e come "stripverhalen" (letteralmente "storie a striscia") nelle Fiandre e nei Paesi Bassi; i fumetti belgi in lingua olandese, nonostante siano influenzati da quelli francofoni, conservano uno stile differente. Molti altri fumetti europei, specialmente quelli italiani, sono stati fortemente influenzati dallo stile franco-belga. Il 40% della popolazione del Belgio (Vallonia e la maggior parte degli abitanti di Bruxelles) e la Francia condividono la lingua francese, costituendo un mercato uniforme dove spesso è indistinta l'identità nazionale. Malgrado la Svizzera non abbia una grande tradizione nel campo, Rodolphe Töpffer, svizzero francofono, viene considerato uno dei fondatori del fumetto. Questa scelta è molto controversa, poiché numerosi critici asseriscono che il lavoro di Töpffer non sia necessariamente connesso all'aspetto attuale della tradizione fumettistica della regione.

## Storia

### Dal primo novecento al secondo dopoguerra
Nei primi decenni del XX secolo, i fumetti non erano pubblicazioni autonome, ma erano inseriti, come episodi o sketch, all'interno di giornali e nelle riviste settimanali o mensili e comparvero i primi fumetti francesi di successo, tra cui Bécassine. Contemporaneamente, la Chiesa cattolica stava creando e distribuendo riviste per i bambini. Nel 1920 l'abate di Averbode in Belgio intraprese la pubblicazione di Zonneland, una rivista per la maggior parte formata da testo con alcune illustrazioni e che, negli anni successivi, cominciò a pubblicare più frequentemente fumetti. Uno dei primi veri e propri fumetti belgi fu Le Avventure di Tintin di Hergé, con l'episodio Tintin nel paese dei Soviet, pubblicato dalla rivista “Le Petit Vingtième” nel 1929. Il personaggio dell'epoca era abbastanza diverso da quello che divenne successivamente, così come lo stile era ancora semplice in confronto a quello più maturo degli anni successivi. Le prime storie, riproducendo stereotipi razzisti e politici, possono essere considerate politicamente scorrette se valutate con una sensibilità allora sconosciuta, ma negli anni lo stile mutò in maniera radicale. Nel 1934 l'ungherese Paul Winckler (che, in precedenza, aveva pubblicato gli episodi tramite il suo giornale Opera Mundi) fece un accordo con il King Features Syndicate per la creazione del Journal de Mickey, un fumetto settimanale di otto pagine, a cui arrise presto il successo e presto molti altri editori cominciarono a pubblicare periodici con fumetti statunitensi; fra le riviste nate in questo periodo, le più importanti in Francia furono Robinson, Hurrah, e Coeurs Vaillants e in Belgio Wrill et Bravo. Nel 1938 esordì Spirou et Fantasio che fu commercializzato anche in lingua olandese sotto il nome di Robbedoes per il mercato belga. Pochi anni dopo cominciò l'esportazione nei Paesi Bassi. Quando però la Germania invase la Francia e il Belgio, divenne pressoché impossibile importare fumetti americani. I fumetti americani erano molto popolari già prima della seconda guerra mondiale e l'improvvisa mancanza di dei fumetti americani diede a molti giovani artisti locali l'opportunità di iniziare a proporre le proprie opere. Artisti come Jijé, con Spirou, ed Edgar P. Jacobs, con Bravo, continuarono le storie americane interrotte di Superman e Flash Gordon imitandone lo stile e le trame sviluppando un proprio stile e le loro conoscenze artistiche. Queste versioni artigianali dei fumetti americani dovettero però presto interrompersi e gli autori si trovarono a dover creare eroi e storie proprie. Molti dei più famosi artisti dello stile franco-belga furono lanciati in questo periodo: André Franquin e Peyo, fondarono uno studio d'animazione, e Willy Vandersteen, Jacques Martin e Albert Uderzo, pubblicarono sulla rivista Bravo.

## Esempi di famose serie a fumetti francofone
- Tintin;
- Asterix;
- Lucky Luke;
- Barbapapà;
- Blake e Mortimer;
- Puffi;
- Le Torri di Bois-Maury;
- Spirou;
- Thorgal;
- Valerian;
- I Frustrati;
- Blueberry;
- Jeremiah.

## Riviste antologiche
- À Suivre;
- Spirou;
- Tintin;
- Pilote;
- Métal Hurlant.

## Principali editori
- Glénat;